# El Tejado (Calzada de Don Diego)
El Tejado es un núcleo de población español del municipio de Calzada de Don Diego, en la provincia de Salamanca. En 2018 aparecían 5 habitantes censados según el INE.

## Historia
Pertenece al término municipal salmantino de Calzada de Don Diego, en la comunidad autónoma de Castilla y León. 
El Tejado contaba hacia 1849 con 68 habitantes. En 2018 contaba con 5 habitantes. Aparece descrita en el decimocuarto volumen del Diccionario geográfico-estadístico-histórico de España y sus posesiones de Ultramar de Pascual Madoz de la siguiente manera:

TEJADO (el): l. agregado al ayunt. de la Calzada de Don Diego (1/2 leg.) en la prov., dióc. y part. jud. de Salamanca. sit. en el camino que de Matilla sube á Ledesma; goza de buen clima. Se compone de 15 casas de mediana construccion, sin nada en ellas de notable. El terreno está muy poblado de roble y encinas. prod.: iguales á las de su ayunt. pobl.: 15 vec. 68 almas.
(Madoz, 1849, p. 685)